# Федоровское (Симское сельское поселение)
Федоровское — село в Юрьев-Польском районе Владимирской области России. Входит в состав Симского сельского поселения.

## География
Расположено на берегу реки Селекши, вблизи региональной автодороги 17А-1 Владимир — Переславль-Залесский, в 5 км на юг центра поселения села Сима и в 16 км на север от районного центра города Юрьева-Польского.

## История
Село Фёдоровское в документах XVII века значится государевым дворцовым. В XIX веке его владельцами были князь Александр Борисович Голицын и камер-юнкер, граф Константин Карлович Толь (1817-1884), построивший во второй половине XIX века в своей части села (ныне поселок Парковый) каменный усадебный дом. Церковь в селе упомянутой в источниках стала с начала XVII века. В окладных книгах патриаршего казённого приказа 1628 годом она записана так: «Церковь Живаначальныя Троицы в государеве в дворцовом селе Фёдоровском дани двадцать девять алтын четыре денги десятильничья гривна». В 1654 году по новому дозору дани положено «рубль 22 алтын 2 денги, заезда гривна». В 1636 году при Троицкой церкви состоял поп Клементий. До 1829 года, как видно из местной церковной летописи, церковь была деревянная, с такой же колокольней. В 1829 году прихожане на свои средства построили каменную церковь, которая существует до настоящего времени. В 1867 году усердием прихожан сооружена каменная колокольня. Престолов три: в холодной в честь Святой Живоначальной Троицы и во имя Святых благоверных князей Бориса и Глеба, в тёплом приделе во имя Святителя и чудотворца Николая.
В конце XIX — начале XX века село входило в состав Симской волости Юрьевского уезда.
С 1929 года село входило в состав Добрынского сельсовета Юрьев-Польского района, с 1965 года в составе Симского сельсовета.

## Население
| 1859 | 1897 | 1905 | 2002 | 2010 | 2021 |
| ---- | ---- | ---- | ---- | ---- | ---- |
| 694  | ↘601 | ↗823 | ↘163 | ↘151 | ↘114 |

## Достопримечательности
Действующая церковь Троицы Живоначальной (1829).